# 中国共产党第一次全国代表大会会址
31°13′19″N 121°28′15″E / 31.2220°N 121.4707°E
中国共产党第一次全国代表大会会址，简称中共一大会址，位于中华人民共和国上海市黄浦区兴业路76、78号，是并排两幢的两层石库门里弄房屋，中国共产党第一次全国代表大会于1921年7月23日至7月30日在76号楼下客堂间举行。中共一大会址在1952年后成为纪念馆，1961年3月4日被中华人民共和国国务院公布为第一批全国重点文物保护单位，1997年被中共中央宣传部公布为第一批全国爱国主义教育示范基地。

## 历史

### 近代
中共一大会址位于上海法租界望志路106、108号，始建于1920年，属贝勒路树德里（今黄陂南路374弄）的一部分。当时为新建民居，地段偏僻，马路对面为荒凉的田地。建成后不久就被李汉俊及其兄李书城租用为寓所。在此期间，李家兄弟将两楼内墙打通，楼梯合一，组成一家。1921年6月，陈独秀、李大钊、李达、李汉俊等人发起成立“新时代丛书社”，编辑出版《新时代丛书》，这里成为该社通讯处。
1921年7月23日，中国共产党第一次全国代表大会在上海秘密举行，这次会议共有15人参加，其中包括13名中国代表和2名共产国际代表。中共一大的第一、二天举办地点在白尔路389号（今太仓路127号）博文女校，此后改在望志路106号举行。7月30日晚继续开会时，被法租界警探发现，会议立即停止。
8月初，会议转移到浙江嘉兴南湖的一艘游船上举行。这次会议标志着中国共产党的正式成立，并且确立了中国共产党的活动方针。1922年，李汉俊、李书城兄弟退租该房并搬到其他地方居住。该会址此后被其他居民租用并于1924年改建。106号天井改成厢房，仅保留108号大门。楼下开设商店。1943年后，望志路100号、102号、104号、106号、108号，改为兴业路70、72、74、76、78号。1949年前后，此地被改为了恒福昌面坊。

### 现代

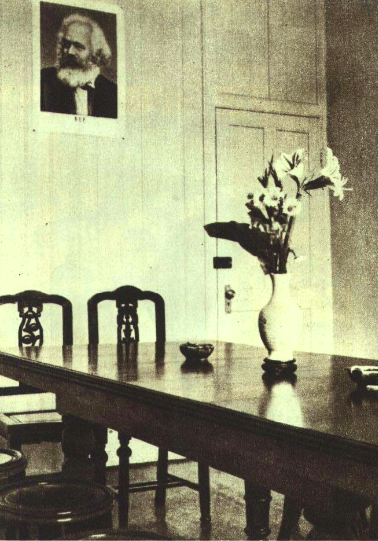
中共一大会址，1952年摄

因城市变迁，至中共接管上海时，已无法确定中共一大会址。1950年，中共上海市委宣传部遵循中共中央与中共上海市委的指示，组织人员对中共一大会址的具体地点进行查勘。周佛海的妻子杨淑慧辨认出在兴业路上的会议旧址。后又延请李达踏勘。1951年6月，上海方面确认“兴业路七十六号系当时的会址，此处当时是望志路一零六号，后门由贝勒路（黄陂南路）树德里出入”。同时，具体会场根据李达的意见，复原于兴业路78号（望志路108号）客堂楼上。1954年，包惠僧、薛文淑（李书城妻子）参观一大会址。薛文淑指出76号楼上是李汉俊书房兼卧室，楼下是客厅。78号楼上是自己的书房，楼下是佣人居室。即中共一大具体会址应在兴业路76号楼下，并非李达所指兴业路78号楼上。
1956年2月，经董必武踏勘后，中共一大会址的具体位置确定为兴业路76号的楼下。次年，有关室内布置移至楼下按旧貌复原。1959年5月26日，该会址被公布为上海市文物保护单位。1961年3月4日，该会址被公布为第一批全国重点文物保护单位。1961年6月29日，中共一大会址正式向社会开放。1997年6月，该会址被公布为全国爱国主义教育示范基地。

## 结构
中共一大会址在兴业路76、78号（原望志路106、108号），是并排二幢一楼一底砖木结构坐北朝南沿街的老式石库门住宅建筑，为砖木结构，青红砖相间的清水外墙，上面镶嵌白色粉线，黑漆大门上配铜环，门楣上部有拱形堆塑花饰，门框围以米黄色石条。
进入大门为天井，经过6扇玻璃长窗门进入会议室（原系李汉俊寓所的客厅），室内正中间为长方西式餐桌，围放圆凳12只，桌上有茶具、粉红色荷叶边玻璃花瓶和1对紫铜烟缸；东西墙各有茶几1张、椅子2把；北墙板壁前置有2斗桌一只，全部按照开会时的样式仿制。

## 纪念馆建设

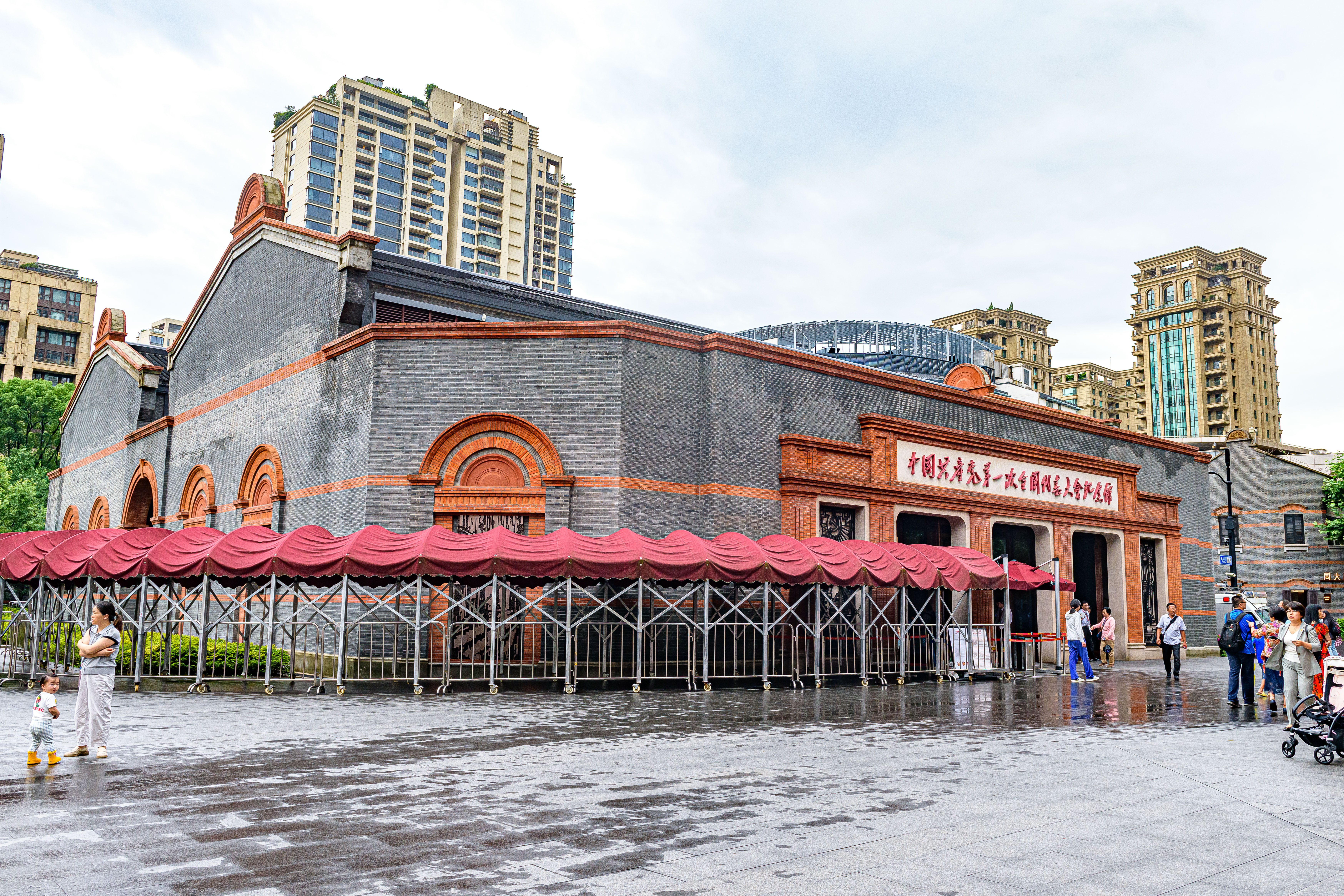
位于太平桥公园西侧的中共一大纪念馆展览厅

1951年，中共上海市委决定在中共一大会址建立中国共产党第一次全国代表大会会址纪念馆。1952年9月，会址在得到修复后，纪念馆正式成立并对外开放，主要接待外国领导人，称上海革命历史纪念馆一馆。1952年12月，为了更好地保护中共一大会址，纪念馆又征用了东侧的兴业路70号至74号的房屋，并统一按原状进行修缮，使兴业路70号至78号的房屋连成一排，并在70号和74号楼上修建了陈列室。1954年5月纪念馆开放一度暂停。该会址分别于1958年、1971年、1981年、1986年、1990至1991年进行大修，其中1958年时该会址重新按当年建筑原状修复，改建时增添的厢房被拆除。1961年，该纪念馆正式向社会开放，并且曾组织过一些重大纪念日的纪念参观活动。
文化大革命期间，中共一大会址纪念馆的陈列与管理受到严重干扰和破坏：1967～1971年仅在重大节日开放一天或数天，其他时间全部闭馆搞“政治活动”。1984年，中共中央軍委主席邓小平为纪念馆题写馆名。1996年6月，中共上海市委决定实施会址纪念馆的扩建工程，在原址外新盖了一处辅助陈列室。该工程于1997年动工，1999年竣工，中共中央总书记江泽民专门为扩建工程竣工开放题词“没有共产党就没有新中国”。扩建工程位于中共一大会址西侧，具体地址是兴业路82至88号。新建筑的外貌与中共一大会址建筑相仿，保留1920年代上海典型的石库门民居风格，新建筑占地面积715平方米、建筑面积2316平方米。地上一层为观众服务设施，设有门厅、多功能学术报告厅和贵宾厅。纪念馆的藏品主要是鸦片战争以来至社会主义革命和建设各个历史时期的文献、实物、报刊、书籍和照片，同时还有一组以参与中共一大的代表们为主要形象的人物塑像，其中毛泽东的塑像居中站立，其余人的塑像在毛泽东身旁围坐，后来叛党的几位代表的塑像背对着游客。
截至2007年底，馆内共有藏品10万余件，珍贵文物2万余件，其中国家一级文物118套，展出文物和照片共计148件，其中原件117件。2001年，纪念馆通过了ISO 9002质量体系审核，获中国文博场馆和历史遗迹的第一份质量管理体系认证证书。2008年3月10日，纪念馆正式對社會免費開放。2008~2011年，该纪念馆再次进行修缮。2014年10月17日，纪念馆举行“革命传统教育基地”挂牌仪式。2017年10月31日，中共中央总书记习近平、中共中央政治局常委李克强和其他五位新当选的十九届中央政治局常委到访中共一大会址，七位常委回顾中国共产党的建党历史，重温入党誓词。在十九届中央政治局常委到访中共一大会址后，该纪念馆的参观瞻仰人数呈爆发式增长，全年参观人数达83.5万人次。在2018年8月时，该年度接待量更是突破100万人次，为中共一大会址建馆以来的首次，2018年全年参观人数接近147万人次。此前，中共一大会址的全年接待量仅为50万人次。
2019年8月31日，新的中国共产党第一次全国代表大会纪念馆在黄浦区黄陂南路、兴业路路口以东開工建設。至2021年2月16日，中共一大会址纪念馆修缮进入內部裝修阶段。
2021年5月1日，中共一大纪念馆一大广场開始對外開放。同年6月3日，中国共产党第一次全国代表大会纪念馆正式开放，基本陈列共展出612件文物展品。2021年6月9日，中共一大纪念馆作为中国共产党一大·二大·四大纪念馆景区的一部分，确定为国家5A级旅游景区。
2023年5月18日，中共一大纪念馆首次推出夜场活动。

## 图集

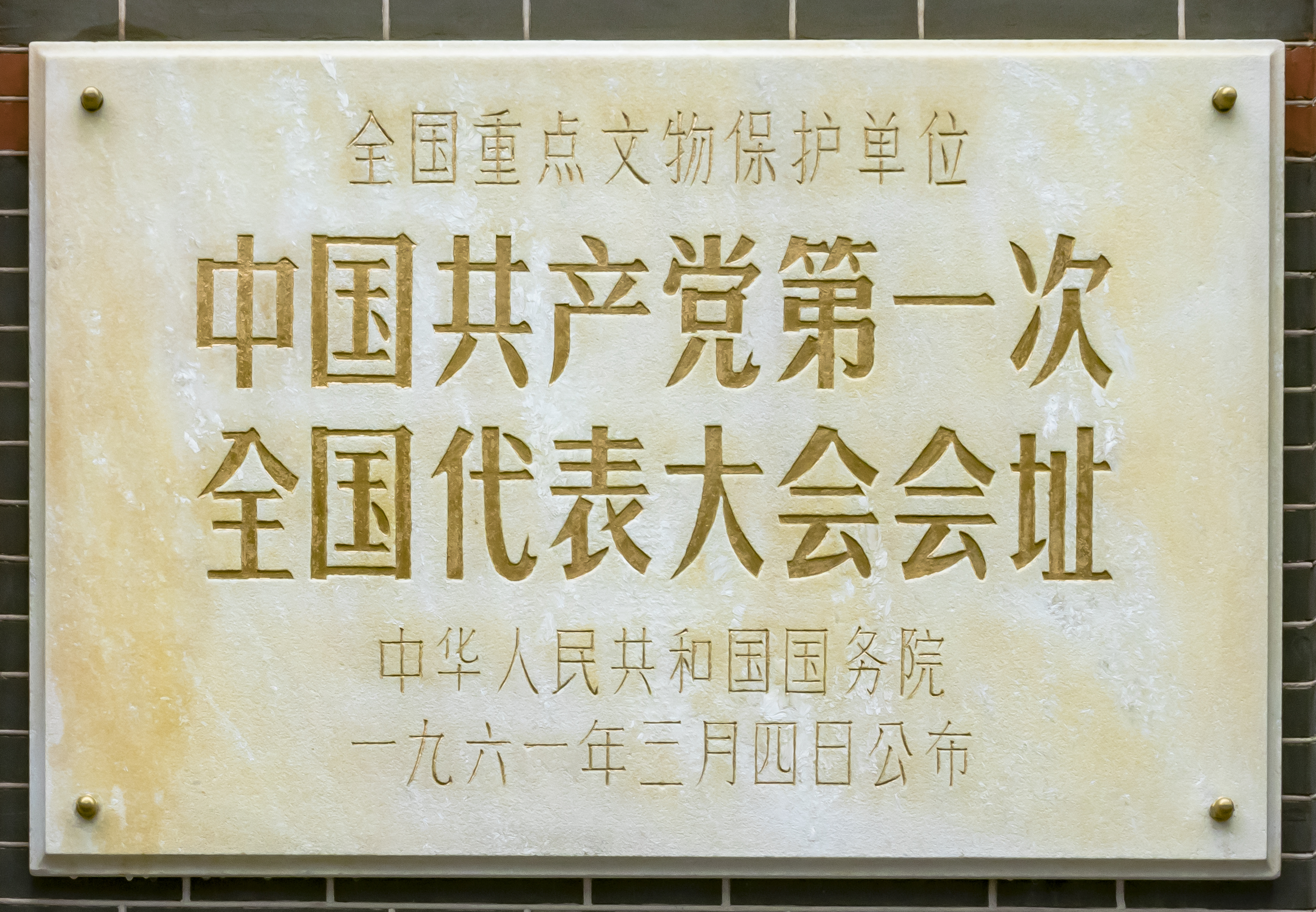
全国重点文物保护单位标志
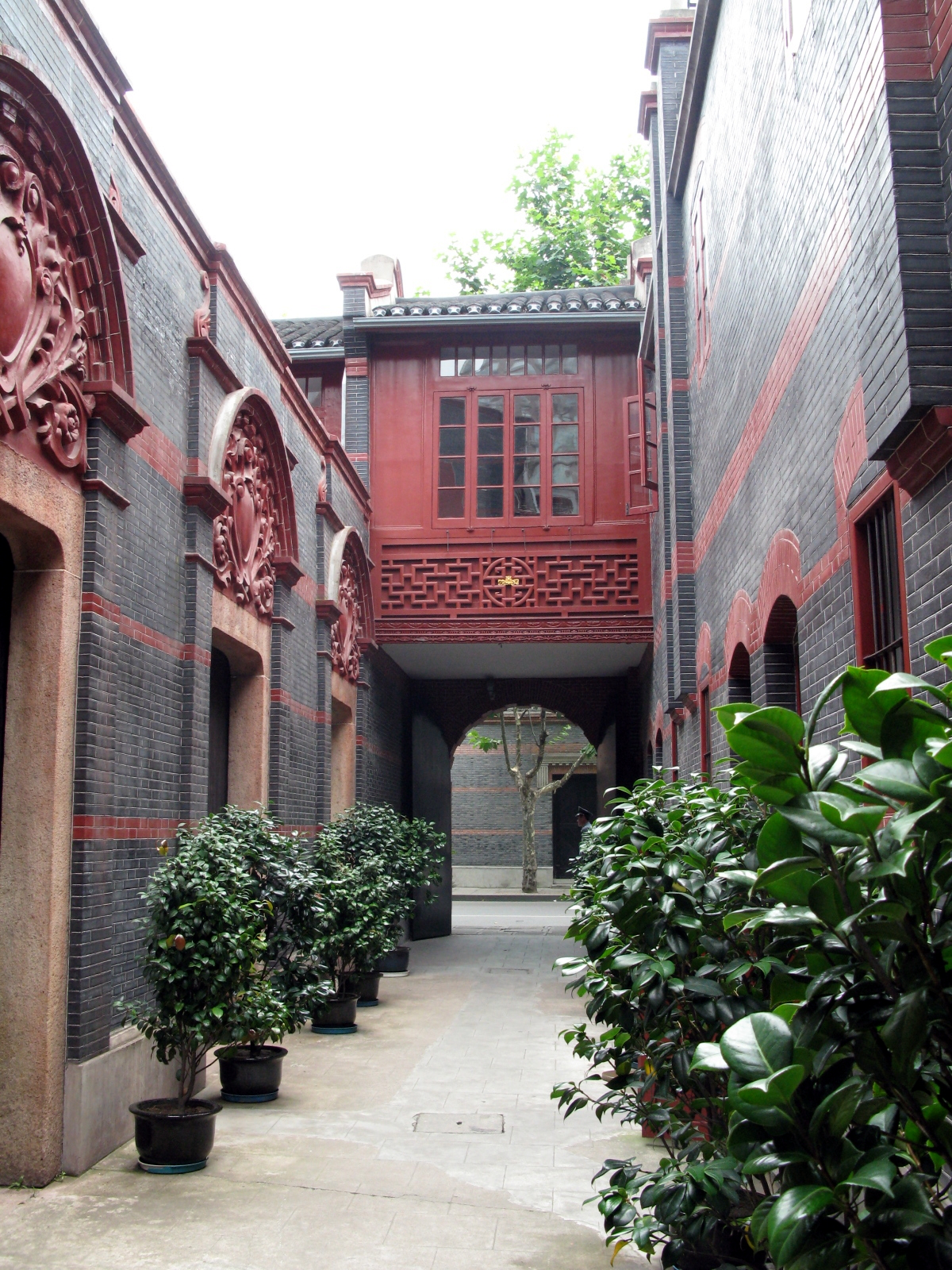
会址內部
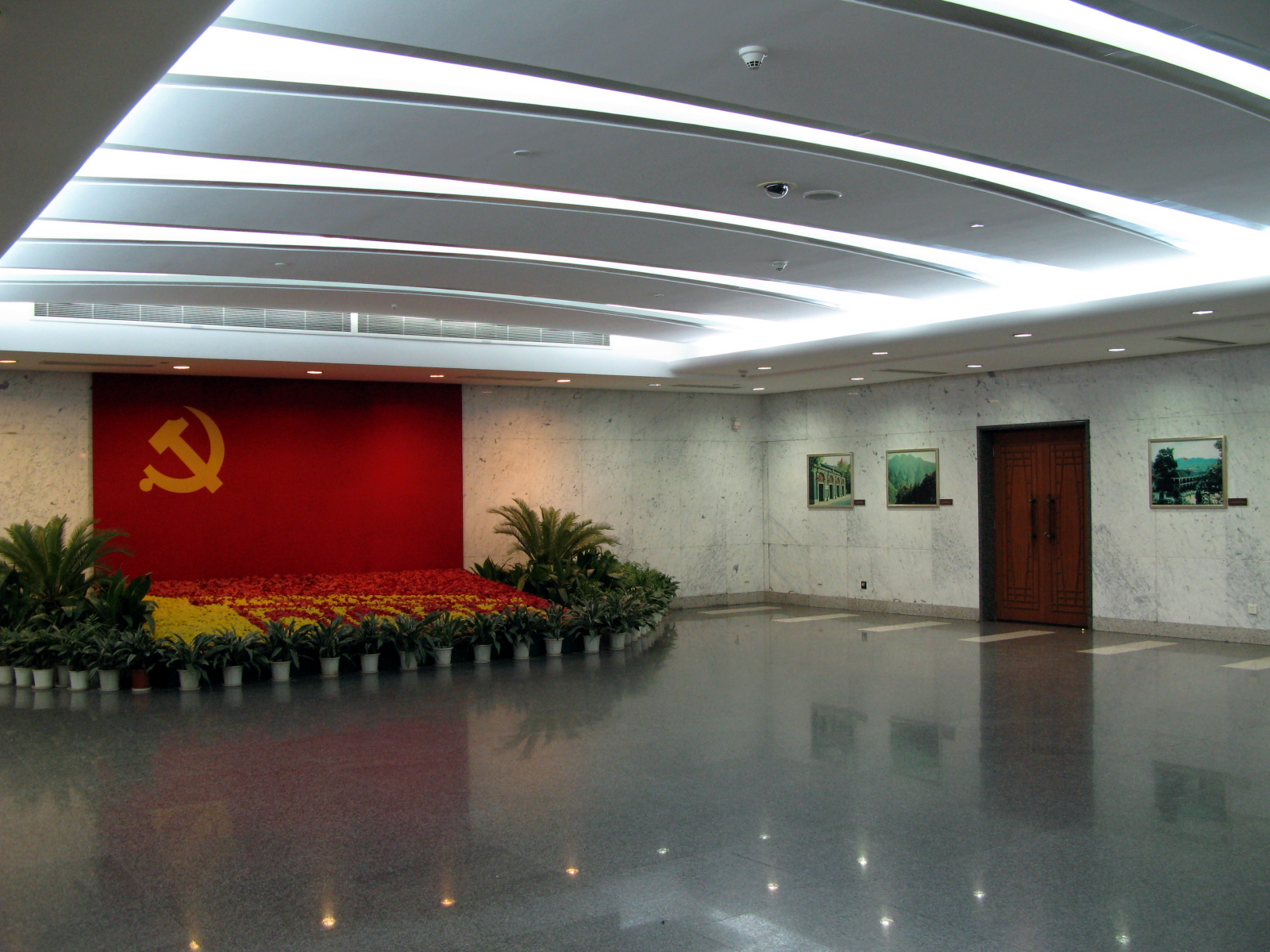
紀念館入口大堂。2017年10月31日，习近平带领全体中共中央政治局常委在此重温入党誓词。
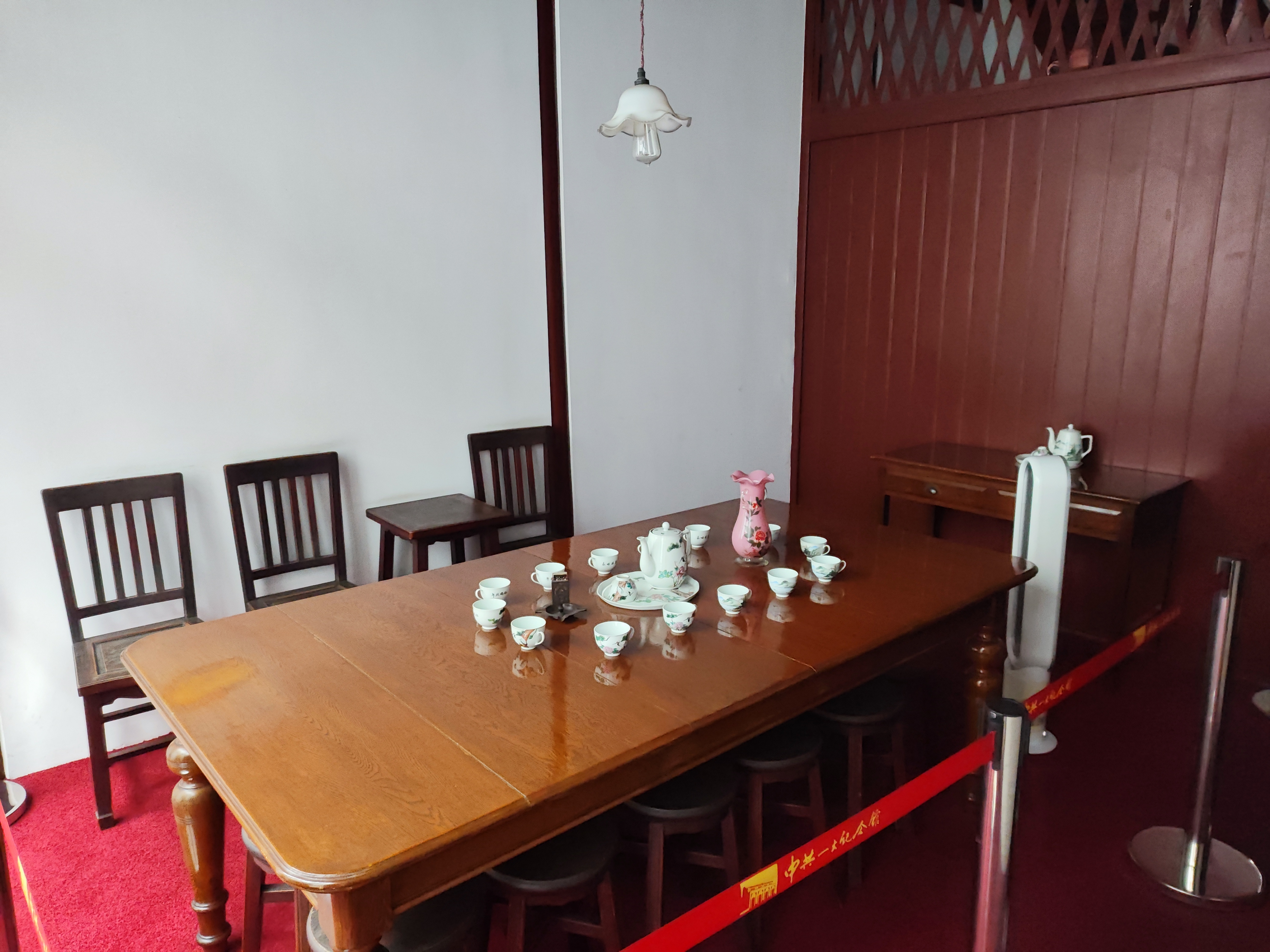
中共一大会议室旧址陈列”